# Besenyszög
Besenyszög est une ville du comitat de Jász-Nagykun-Szolnok en Hongrie. Elle a le titre de ville depuis le 15 juillet 2013.

## Histoire
Le village tire son nom d'un peuple turcophone, les Petchénègues (besenyők en hongrois), dont la présence en Hongrie est attestée du Xe au XVe siècle.